# Ananuri
Ananuri (gruzinsko ანანური) je grajski kompleks ob reki Aragvi in gruzijski vojaški cesti v Gruziji, severno od zgodovinske prestolnice Gruzije, Mchete, približno 72 kilometrov od Tbilisija.

## Zgodovina
Ananuri je bil grad in sedež eristavijevv (vojvod) Aragvija, fevdalne dinastije, ki je območjem vladala od 13. stoletja. Eristavi (gruzinsko ერისთავი, dob. 'glava naroda') je bil gruzijski fevdalni urad, približno enakovreden bizantinskim strategom in običajno preveden kot 'vojvoda'. V gruzijski aristokratski hierarhiji je bil to naslov tretjega kneza in guvernerja velike pokrajine.
Grad je bil prizorišče številnih bitk.
Leta 1739 so Ananuri napadle sile rivalskega vojvodstva, ki mu je poveljeval Šanše Ksanijski in ga požgale. Rodbina Aragvi je bila masakrirana. Štiri leta kasneje so se lokalni kmetje uprli Šanševi vladavini, uzurpatorje do ubili in pozvali kralja  Teimuraza II., naj jim neposredno vlada. Vendar je bil leta 1746 kralj Teimuraz prisiljen zatreti še eno kmečko vstajo s pomočjo kralja Hereklija II.. Trdnjava je ostala v uporabi do začetka 19. stoletja. V obdobju carske Rusije je bil v kompleksu nastanjen garnizon vojske.
Leta 2007 je bil kompleks uvrščen na predhodni seznam za vključitev v Unescov seznam svetovne dediščine.

## Arhitektura
Kompleks vsebuje verske, posvetne in vojaške stavbe. V gradu je gruzijski pravoslavni samostan.
Utrdbe so sestavljene iz dveh gradov, ki ju povezuje kurtina v obzidju. Zgornja utrdba z velikim kvadratnim stolpom, znanim kot Šeupovari, je dobro ohranjena in je mesto zadnje obrambe Aragvijev pred Šanšejem. Spodnja utrdba, z okroglim stolpom, je večinoma v ruševinah.
Mogočno obzidje s cinami je ojačeno s kvadratnim bergfridom (šeupowari) in več drugimi vogalnimi stolpi in je še vedno v dobrem stanju. Manjši del, ki je obrnjen proti jezeru, je v ruševinah in ima osrednji, a manjši okrogli bergfrid s šesterokotno koničasto kapo.
V kompleksu sta tudi dve cerkvi. V starejši manjši cerkvi Device Marije, ki stoji na visokem kvadratnem stolpu, so grobovi nekaterih vojvod Aragvi. Izvira iz prve polovice 17. stoletja in je bila zgrajena iz opeke. Notranjost ni več okrašena, zanimiv pa je kamnit baldahin, ki ga je postavila vdova vojvode Edišera, ki je umrla leta 1674.
Večja cerkev Matere Božje (Ghvtismšobeli) je bila zgrajena leta 1689 za sina vojvode Bardzima. Gre za zgradbo v centralnem slogu s kupolo in z bogato okrašenimi fasadami, vključno z izrezljanim severnim vhodom in križem vinske trte (gruzijski ali svete Nine križ) na južni fasadi. Vsebuje tudi ostanke številnih fresk, ki jih je uničil požar v 18. stoletju.
Pred objektom je velik trg, ki ga uporabljajo kot parkirišče za avtomobile in trgovce. Pod trdnjavo je most, ki je viden, ko je vodostaj nizek. Je del gruzijske vojaške ceste, ki je nekoč tekla na območju zbiralnika, zdaj pa ima nov in višji potek.
- Vzhodna fasada cerkve Matere Božje, Ananuri
- pogled na trdnjavo
- Napisi